# У-Юрях
У-Юря́х (также Уу-Юрэх) — река в Якутии, Россия, правый приток Маи. Длина реки — 142 км (от истока Юмэлы — 158 км), площадь водосборного бассейна — 3940 км².
У-Юрях образуется слиянием рек Юмэла и Бугалы на высоте более 251 м над уровня моря к западу от хребта Улахан-Бом. В верховьях и среднем течении течёт в юго-западном направлении. После впадения крупнейшего притока Унгеле поворачивает на запад и далее — на северо-запад. Берега холмистые, покрытые лиственничной тайгой. Впадает в Маю слева, ниже впадения Чабды, напротив острова Далбур-Арыта, на высоте менее 175 м над уровнем моря. Ширина русла перед устьем — 50 м, глубина — 0,6 м, скорость течения — 0,5 м/с. Замерзает со второй половины октября до второй половины мая.

## Основные притоки
Указаны поименованные притоки длиной 20 км и более
| Название      | Расстояние от устья | Длина | Положение |
| ------------- | ------------------- | ----- | --------- |
| Усун          | 7,5                 | 23    | правый    |
| Сюдях         | 25                  | 23    | правый    |
| Табалах       | 29                  | 24    | правый    |
| Унгеле        | 75                  | 51    | левый     |
| Улахан-Курунг | 85                  | 21    | правый    |
| Оймякон       | 94                  | 37    | левый     |
| Урюнг-Билир   | 104                 | 21    | правый    |

## Данные водного реестра
По данным государственного водного реестра России относится к Ленскому бассейновому округу, речной бассейн реки — Лена, речной подбассейн реки — Алдан, водохозяйственный участок реки — Мая от водомерного поста села Аим до устья.
Код объекта в государственном водном реестре — 18030600612117300037807.